# آلیکوم سی
آلیکوم سی (به انگلیسی: (Alicom-c)
رده درمانی : ضد فشارخون
اشکال دارویی: قرص ۲۶۰میلی گرمی
مکانیسم اثر : گیاهی
موارد مصرف : کاهنده فشارخون، کاهنده چربی خون، کاهنده تصلب شرائین، پیشگیری از ترومبوز

## طریقهٔ مصرف
۱ تا ۲ قرص، سه بار در روز، بعد از غذا مصرف می‌شود.

## موارد منع مصرف
دارو از سیر تهیه شده و در افراد مبتلا به حساسیت به سیر و همینطور در کسانی که مبتلا به زخمهای حاد دستگاه گوارشی هستند، منع مصرف دارد.

## عوارض جانبی
تهوع، استفراغ، اسهال، سوزش معده، درماتیت تماسی، حملات آسم

## منبع
- داروهای ژنریک ایران و دسته بندی داروها (همراه با داروهای گیاهی و داروهای هلال احمر)، تألیف: دکترمصطفی صابر، چاپ هفتم، صفحه :۲۷۰